# Berryz工房ライブツアー 2005初夏 初単独 〜まるごと〜
『Berryz工房ライブツアー 2005初夏 初単独 〜まるごと〜』(ベリーズこうぼうライブツアー 2005しょか はつたんどく～まるごと～) は2005年に、Berryz工房が初の単独で開催したコンサートツアー。東名阪3都市のライブハウスで計4公演が開催された。

## 日程
- 6月4日(土) 18:30 Zepp Nagoya (愛知県)
- 6月5日(日) 18:30 Zepp Osaka (大阪府)
- 6月19日(日) 15:00Zepp Tokyo (東京都)
- 6月19日(日) 18:30 Zepp Tokyo (東京都)

## DVD
6月19日夜のZeppTokyoツアー最終日公演を完全収録。
- 01． Opening
- 02． スッペシャル ジェネレ~ション
- 03． ハピネス ~幸福歓迎!~
- 04． Yeah!めっちゃホリディ
- 05． Mc1
- 06． ファイティングポーズはダテじゃない!
- 07． 恋はひっぱりだこ
- 08． パッション E-cha E-cha
- 09． Mc2 ~徳さん熊さん愛のポエム~
- 10． あぁ いいな!
- 11． トロピカ~ル恋して~る
- 12． 春夏秋冬だいすっき!
- 13． 愛あらば It's All Right
- 14． ザ☆ピ~ス!
- 15． Vtrコーナー 「友情 純情 Oh 青春」
- 16． なんちゅう恋をやってるぅ You Know?
- 17． 日直 ~芸能人の会話~
- 18． 安心感
- 19． 蝉
- 20． Mc3
- 21． あなたなしでは生きてゆけない
- 22． 恋の呪縛
- 23． ピリリと行こう!
- 24． Mc4 (Encore)
- 25． Bye Bye またね (Encore)